# Gender-Datenreport
Der Gender-Datenreport. Kommentierter Datenreport zur Gleichstellung von Frauen und Männern in der Bundesrepublik Deutschland wurde im Auftrag des Bundesministerium für Familie, Senioren, Frauen und Jugend (BMFSFJ) im Jahr 2005 herausgegeben. Er ist eine kommentierte Zusammenstellung statistischer Daten zur Lebenssituation von Männern und Frauen in Deutschland im Vergleich.
Er wurde von Waltraud Cornelißen herausgegeben und vom Deutschen Jugendinstitut (DJI) in Zusammenarbeit mit dem Statistischen Bundesamt erstellt. Laut Angaben des BMFSFJ stellt sich der Inhalt des Berichts folgendermaßen dar:

„Zum ersten Mal in der Bundesrepublik Deutschland werden in einem Datenreport zur Gleichstellung von Frauen und Männern Fakten zur sozialen Lage und Lebensführung von Frauen und Männern zusammengetragen, miteinander verglichen, ausgewertet und interpretiert. Der Datenreport zeigt, dass sich in vielen Bereichen Lebenssituationen und Teilhabechancen von Frauen und Männern in den letzten Jahren weiter einander angenähert haben.“

## Inhalt
Der Gender-Datenreport listet eine Vielzahl von Daten zur Lebenssituation von Frauen und Männern in der Bundesrepublik auf, so zur Bildung, Erwerbstätigkeit, Familien- und Lebensformen, Vereinbarkeit von Arbeit und Familie, politischen Teilhabe, sozialen Absicherung, Gesundheit, Behinderung und Gewalt. 
Nach dem Report erhöhte sich die Erwerbstätigenquote der Frauen 2004 mit 58,4 % gegenüber 1991 (57 %) leicht, wohingegen die Männererwerbstätigenquote in diesem Zeitraum spürbar gesunken ist (70,1 % im Jahr 2004 nach 78,4 % im Jahr 1991).
Obwohl die Erwerbstätigenquote der Frauen zunimmt, sinkt gleichzeitig das geleistete Arbeitsvolumen. Im Gegensatz zur einfachen Erwerbstätigenquote ist die weibliche Vollzeitäquivalent-Erwerbstätigenquote „von 1992 (48 %) bis 2003 (46 %) leicht gefallen. Diese Quote nahm im gleichen Zeitraum bei den Männern von 76 Prozent auf 69 Prozent ab“.
Die Erwerbsbeteiligung von kinderlosen Frauen ist im OECD-Vergleich gut entwickelt, dagegen sind alleinerziehende Mütter und solche mit mehreren Kindern deutlich weniger am Arbeitsleben beteiligt. Mütter mit Kindern sind in geringerem Maße in den Arbeitsmarkt integriert. Mütter sind in den ostdeutschen Bundesländern häufiger erwerbstätig als in Westdeutschland, sie gehen auch früher nach der Geburt wieder einer Vollzeittätigkeit nach. Ein besonderes Armutrisiko besteht für alleinerziehende Frauen, geschiedene Frauen sind gegenüber ledigen Frauen im Durchschnitt ökonomisch schlechter gestellt. Das gilt auch für die ostdeutschen Bundesländer.
Noch immer leisten Männer deutlich mehr bezahlte Berufsarbeit und Frauen deutlich mehr unbezahlte (Familien-)Arbeit. Er bestätigte, dass die Familienarbeit in erster Linie von Frauen geleistet wird, auch, wenn beide Partner berufstätig sind, und dass die Karrierechancen von Frauen fragil sind.
Im Zeitraum von 1988 bis 2003 war ein Anstieg der Gewaltdelikte sowohl von Männern als auch von Frauen zu beobachten. Dabei nahm der Anteil der Frauen an der Gewaltkriminalität zu. Von den meisten Gewaltdelikten sind Frauen seltener als Männer als Opfer betroffen. 
Körperliche Gewalt in heterosexuellen Paarbeziehungen wird von Männern und Frauen in annähernd gleichem Maße ausgeübt, allerdings richtet sich schwere Gewalt in Paarbeziehungen häufiger gegen Frauen. Sexuelle Gewalt wird überwiegend von Männern (und Jungen) gegen Frauen, Mädchen und Jungen ausgeübt; Männer als Opfer sind hier selten. 
Von körperlicher Gewalt in Kindheit und Jugend sind Jungen deutlich mehr betroffen als Mädchen, insbesondere in Schulen und unter Gleichaltrigen.
Frauen fühlen sich in privaten Räumen sicherer, obwohl dort die meiste Gewalt gegen Frauen stattfindet. Männer dagegen haben kaum Angst in der Öffentlichkeit, obwohl sie dort am meisten von Gewalt betroffen sind.

## Aktualisierung
Das BMFSFJ beauftragte das Deutsche Jugendinstitut, den Datenreport von 2006 bis 2007 in Teilen zu aktualisieren, die aktualisierte Version wurde vom BMFSFJ jedoch nicht freigegeben.